# Nicolás Durán
Nicolás Durán Castro (Melipilla, 1996) è un attore cileno, noto per aver recitato nella miniserie Bala Loca e nei film Sin Filtro e Jesús.

## Biografia
Nicolás Durán è nato a in Cile nel 1996.
Ha esordito come attore nel 2014 recitando nel film horror The Stranger. Il 2016 è l'anno in cui Durán ottiene il successo: dopo aver rexitato nella miniserie televisiva Bala Loca e nel film Sin Filtro, venne scelto per interpretare il ruolo del protagonista nel film Jesús, ispirato al caso dell'omicidio di Daniel Zamudio. In quello stesso anno ha anche recitato nel film horror Madre.
Recentemente ha recitato nei film Apps (2021) e Blanquita (2022).

## Filmografia

### Cinema
- The Stranger, regia di Guillermo Amoedo (2014)
- Fuerzas Especiales, regia di José Miguel Zúñiga (2014)
- Sin Filtro, regia di Nicolás López (2016)
- Jesús, regia di Fernando Guzzoni (2016)
- Madre, regia di Aaron Burns (2016)
- Dead Candi, regia di Eugenio Arteaga (2018)
- Apps, regia di registi vari (2021)
- Blanquita, regia di Fernando Guzzoni (2022)

### Televisione
- Bala Loca, regia di Gabriel Díaz e Oscar Godoy – miniserie TV, 7 episodi (2016)
- Preciosas – serie TV, 3 episodi (2016)
- 12 Días Que Estremecieron Chile – serie TV, 1 episodio (2017)
- Irreversible – serie TV, 1 episodio (2017)

### Video musicali
- Indochine: Song for a Dream (2018)

## Riconoscimenti
- 2016 – Torino Film Festival[2]
  - Miglior attore per Jesús

- 2017 – Festival Internacional de Cine de los Países del Sur del Mundo[3]
  - Miglior attore per Jesús